# Toribi de Liébana
|  | Per a altres significats, vegeu «Toribi». |

Toribi de Liébana o Toribi el Monjo (Turieno?, Cantàbria, segona meitat del segle v - San Toribio de Liébana, ca. 530) fou un monjo benedictí, fundador del monestir de Santo Toribio de Liébana. És venerat com a sant per l'Església catòlica.
No s'ha de confondre amb el seu homònim sant Toribi d'Astorga, bisbe del segle v, també enterrat al monestir de Liébana.

## Biografia
Toribi va néixer probablement a Turieno i va passar la major part de la seva vida a la regió de Liébana. El 527, el bisbe Montà de Toledo li adreça una carta elogiosa. Va combatre el priscil·lianisme en la seva predicació i cap a mitjan segle vi, amb cinc companys, va ingressar a l'Orde de Sant Benet i va fundar un monestir a Liébana, el segon o tercer dels monestirs benedictins de tot Espanya, dedicat a sant Martí de Tours (d'on derivà el nom de Turieno) i anomenat San Martín de Turieno. Sovint, Toribi es retirava a meditar a una cova del mont Viorna, anomenada Cueva Santa, que encara es conserva prop del monestir.
Segons el Chronicon d'Haubert, en realitat una falsificació del segle xvi d'Antonio Lupián Zapata, Toribi havia estat bisbe de Palència en 533 i va traslladar a la ciutat les restes d'Antoní de Pàmies. De tota manera, és una dada inversemblant i probablement falsa.

## Veneració
Aviat va ésser venerat com a sant. La seva despulla es conserva al monestir de Santo Toribio de Liébana i la seva festivitat litúrgica és el 16 d'abril. La coincidència de la festivitat, del nom i de lloc d'enterrament amb Toribi d'Astorga ha fet que sovint hagi estat confós amb aquest sant bisbe, que també ha rebut el nom de Toribi de Liébana.

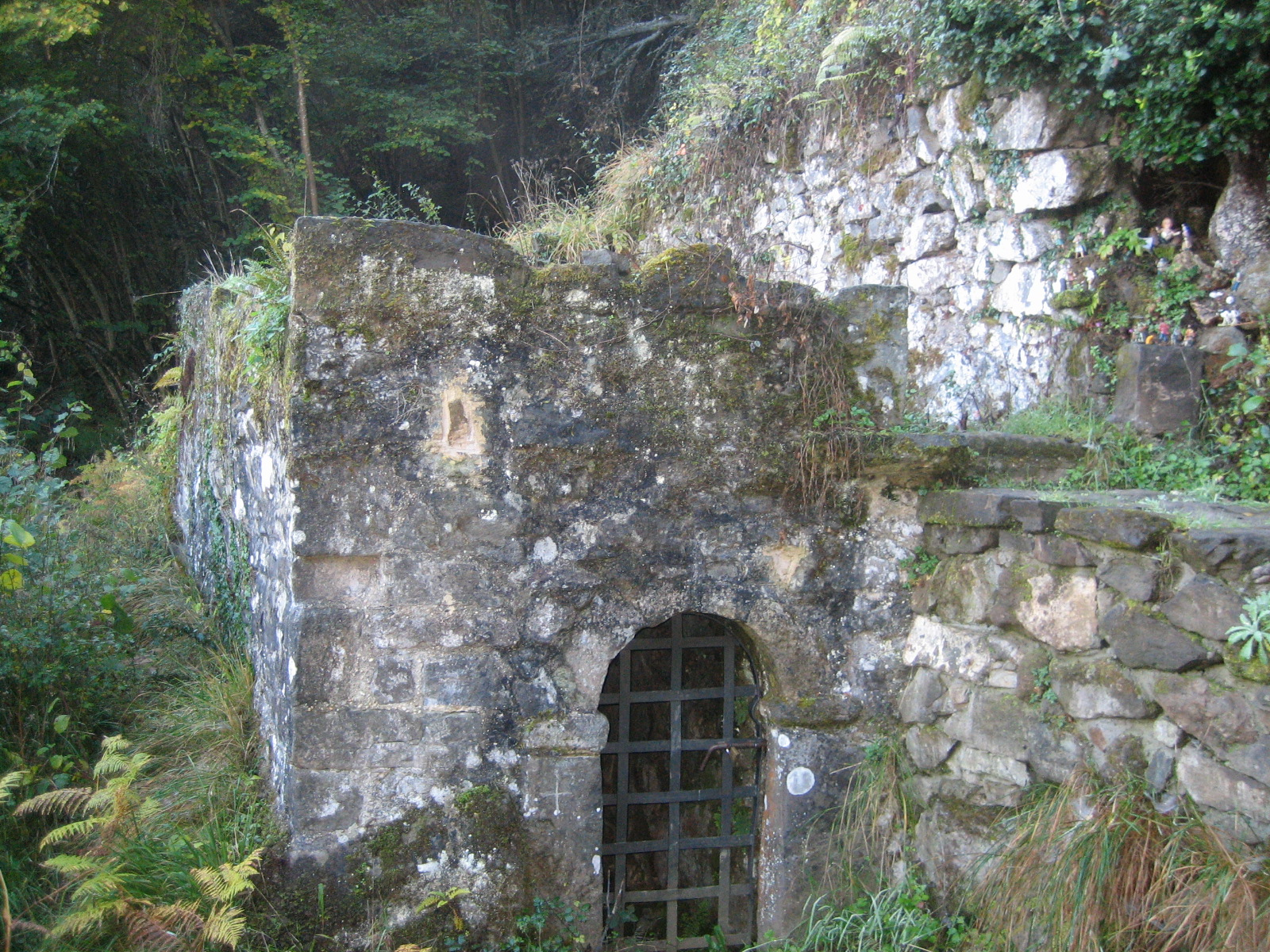
Ermita de la Cueva Santa, a Camaleño.

### Llegendes
Per triar el lloc de fundació del monestir, Toribi va llençar la seva gaiata des del mont Viorna: al lloc on va caure, Turieno, va construir la capella que va donar origen al monestir de Liébana. Els habitants de la regió no van voler ajudar-lo ni creure en les seves paraules. Toribi, sol, va fer servir un bou per construir el monestir. Un os, però, va matar el bou en atacar-lo. Toribi va anar a buscar l'os i va reprendre-li la mort del bou; l'animal, penedit, ajudà des de llavors el monjo en la construcció de l'edifici. En veure-ho, els habitants de la vall, van creure en Toribi i el van ajudar.
Una versió diferent diu que, estant Toribi al bosc, després que els pagesos li neguessin l'ajut, va veure com un bou i un os lluitaven; s'hi apropà i els amansí amb les seves paraules: les dues bèsties van començar a ajudar-lo a portar pedres al lloc del monestir.